# Skovby
 For alternative betydninger, se Skovby (flertydig). (Se også artikler, som begynder med Skovby)
Skovby er en selvstændig landsby, der nu er vokset sammen med byen Galten, til ét sammenhængende byområde, der populært kaldes "Skovby-Galten". Skovby havde 2.706 indbyggere i 2006, som er det sidste år, hvor Skovby og Galten er optalt hver for sig.
Skovby hører til Skovby Sogn, som også indeholder en del af selve bydelen Galten. Skovby Kirke ligger i Skovby.

## Faciliteter
I 1974 indviede man Skovbyskolen, som nu har 729 elever, fordelt på 0.-9. klassetrin, hvortil kommer SFO og to specialtilbud.
Skovbyballe Børnehus ligger i et grønt område ved idrætscentret og er normeret til 200 børn i 0-10 års alderen. Det består af to huse: Guldsmeden med 55 børnehavebørn og 30 vuggestuebørn samt naturbørnehaven Græshoppen med de 100 ældste børn. Tæt ved ligger Skovbymosegård med miniklub, juniorklub og ungdomsklub – en fodboldbane er blandt dens udendørs faciliteter.
Klank Idrætscenter ligger i Skovby. Det bruges af Galten Forenede Sportsklubber (GFS), som er Skanderborg Kommunes største idrætsforening med over 2.000 medlemmer. Den tilbyder fodbold, håndbold, badminton, løb, bordtennis, gymnastik, fitness, taekwondo og boksning. Foreningen står desuden for byfest og flagalle. Skovby IF, der tilbyder tennis og bordtennis, har 3 tennisbaner.
Skovby/Galten Forsamlingshus har en stor sal med scene og en lille sal. Byen har supermarked, pizzeria og lægehus.

## Historie
Skovby er opstået på en rydning i et skovrigt område, og herfra har byen sit navn. Den stammer muligvis fra Vikingetiden. Vest for Sjelle Stangbro, der fører Wedelslundvej over Lyngbygård Å, er der fundet stenlægninger og stolper, som muligvis er et ældre overgangssted fra Vikingetid eller Middelalder. I 1264 fik Øm Kloster ejendomsret til dele af landsbyen. I 1781 ophørte den fælles drift af landsbyens arealer, og jorden blev udskiftet, så hver bonde dyrkede sin egen jord.
Tidligt i 1720'erne blev der i rytterdistrikterne oprettet de såkaldte rytterskoler for almuens børn, bl.a. i Hørslevbol 2 km øst for Skovby, som fik sin egen skole i 1826.

### Gårde
Nord for Skovby ud mod Lyngbygård Å ligger Christinedahl. Den hed oprindeligt Lundgaard og blev udskilt fra Skanderborg Slot, hvor den indgik i Skanderborg Rytterdistrikt. I 1767 blev gården købt af grev Erhardt Wedel Frijs til Frijsenborg sammen med den nærliggende Sjelleskovgård, hvorefter gårdene skiftede navne til de nuværende Christinedahl og Wedelslund. Christinedahl indgår ikke længere i grevskabet Frijsenborg.
Vest for byen lå Skovby Nygaard, som sandsynligvis er opført i sidste halvdel af 1800-tallet som en udflyttergård fra Skovby. Den er revet ned, og jorden udstykkes til en ny bydel med grønne arealer, stisystem og op til 500 boliger, så Galtens og Skovbys boligkvarterer vokser sammen, som industrikvartererne allerede har gjort.

### Jernbanen
Skovby fik station på Aarhus-Hammel-Thorsø Jernbane (1902-56), men stationen blev opført på åben mark 1,4 km nordøst for kirkelandsbyen. Omkring stationen opstod bebyggelsen Skovby Nord, som Skovby først er vokset sammen med efter år 2000, hvor en ny udstykning er kommet så tæt på Skovby Nord, at de to bebyggelser regnes for ét byområde.
I 1904 beskrives Skovby således: "Skovby med Kirke, Skole, Forsamlingshus (opf. 1896), Mølle, Købmandshdl., Jærnbane- og Telefonst."
Hammelbanens tracé er bevaret som en grusvej mellem Schødtsmindevej og Wedelslundvej. Øst for vejen Mjøn kan man se en banedæmning og en bro over et lille vandløb, men her er tracéet for det meste utilgængeligt.

## Erhvervsliv
AVK er en dansk producent af ventiler inden for vand- og gasforsyning, spildevandsbehandling og brandbekæmpelse. Virksomheden har hovedkvarter i Skovby og beskæftiger mere end 3000 medarbejdere verden over, heraf ca. 750 i Danmark.

## Naturen
Lyngbygård Å var nord for Skovby rettet ud til en lige kanal, men har i 2008 fået sit naturlige løb tilbage i et stort naturgenopretningsprojekt. Der er gravet 20 nye slyngninger, så åen er blevet 1½ km længere. Også den nederste del af de to tilløb Herskind Grøft og Skørring Bæk har fået nye slyngninger. Pumpestationer, drænsystemer og mange grøfter er nedlagt, og grødeskæring er ophørt.
For at gøre det muligt at iagttage projektets virkninger for fugle, padder, sjældne planter mv. er der i 2013 opført en ny stibro og anlagt hævede træstier på begge sider af åen. Det er dog kun muligt at krydse åen i den tørreste del af året, da det netop har været et formål med projektet at hæve åens vandstand og skabe nye våde arealer. Stibroen indgår i en vandrerute under det landsdækkende projekt Spor i Landskabet. Ruten er 10,1 km lang og har start og slut ved Skovbyskolen.
I den vestlige ende af Skovby blev der i 2012 indviet en hundeskov i Klank Skov.